# Racha de Chevettes
Racha de Chevettes é o primeiro álbum ao vivo da banda brasileira U.D.R., gravado durante o Kool Metal Fest 6, em junho de 2005. O álbum foi lançado em 2011, em comemoração ao retorno da banda, após três anos de hiato.

O álbum foi lançado oficialmente no dia 13 de abril de 2011, na extinta página da banda no SoundCloud. A banda comentou na postagem do álbum:
"Racha de Chevettes" foi gravado na 6ª edição do aclamado Kool Metal Fest, em junho de 2005. Durante 6 anos, o registro da performance sofreu embargos relativos a seu lançamento por parte das autoridades. É o último registro ao vivo da UDR como um trio e foi tido por mais de 35 fãs como a melhor performance ao vivo já executada pelo grupo.
Ele também pode ser considerado o último álbum da U.D.R., já que, após seu lançamento em 2011, a banda só continuou lançando Singles, até o seu fim, em 2016.[carece de fontes?]

## Faixas
| N.º            | Título                          | Vocais principais                     | Duração |  |
| 1.             | "Bonde do Aleijado"             | MS Barney, Prof. Aquaplay, MC Carvão  | 3:51    |  |
| 2.             | "Bonde da Mutilação"            | Prof. Aquaplay, MC Carvão, MS Barney  | 2:40    |  |
| 3.             | "O Hacker do Amor"              | Prof. Aquaplay e MC Carvão            | 4:41    |  |
| 4.             | "Vômito Podraço"                | MS Barney e Prof. Aquaplay            | 4:33    |  |
| 5.             | "Dança do Pentagrama Invertido" | MC Carvão, MS Barney e Prof. Aquaplay | 2:55    |  |
| 6.             | "Sensação Besta no Furico"      | MC Carvão                             | 3:03    |  |
| 7.             | "O Cais"                        | MS Barney e Prof. Aquaplay            | 4:21    |  |
| 8.             | "Gigolô Autodidata"             | MC Carvão                             | 3:47    |  |
| 9.             | "Bonde da Depressão"            | MC Carvão, Prof. Aquaplay e MS Barney | 3:57    |  |
| 10.            | "Oh, Mefisto"                   | MS Barney                             | 2:18    |  |
| 11.            | "Bonde da Orgia de Travecos"    | MS Barney, Prof. Aquaplay e MC Carvão | 5:55    |  |
| Duração total: | Duração total:                  | Duração total:                        | 42:05   |  |